# طريق رقم 8 (العراق)
الطريق الخارجي رقم 8 في العراق يصل من بغداد، مطار بغداد الدولي إلى سفوان، يمر بكل من المحمودية والحلة والديوانية والرميثة والسماوة والناصرية والزبير ثم الى سفوان ومنفذ سفوان الحدودي مع الكويت.